# 6608 Девідкреспі
6608 Девідкреспі (6608 Davidecrespi) — астероїд головного поясу, відкритий 2 листопада 1991 року.
Тіссеранів параметр щодо Юпітера — 3,445.